# American Eagle Aircraft Corporation

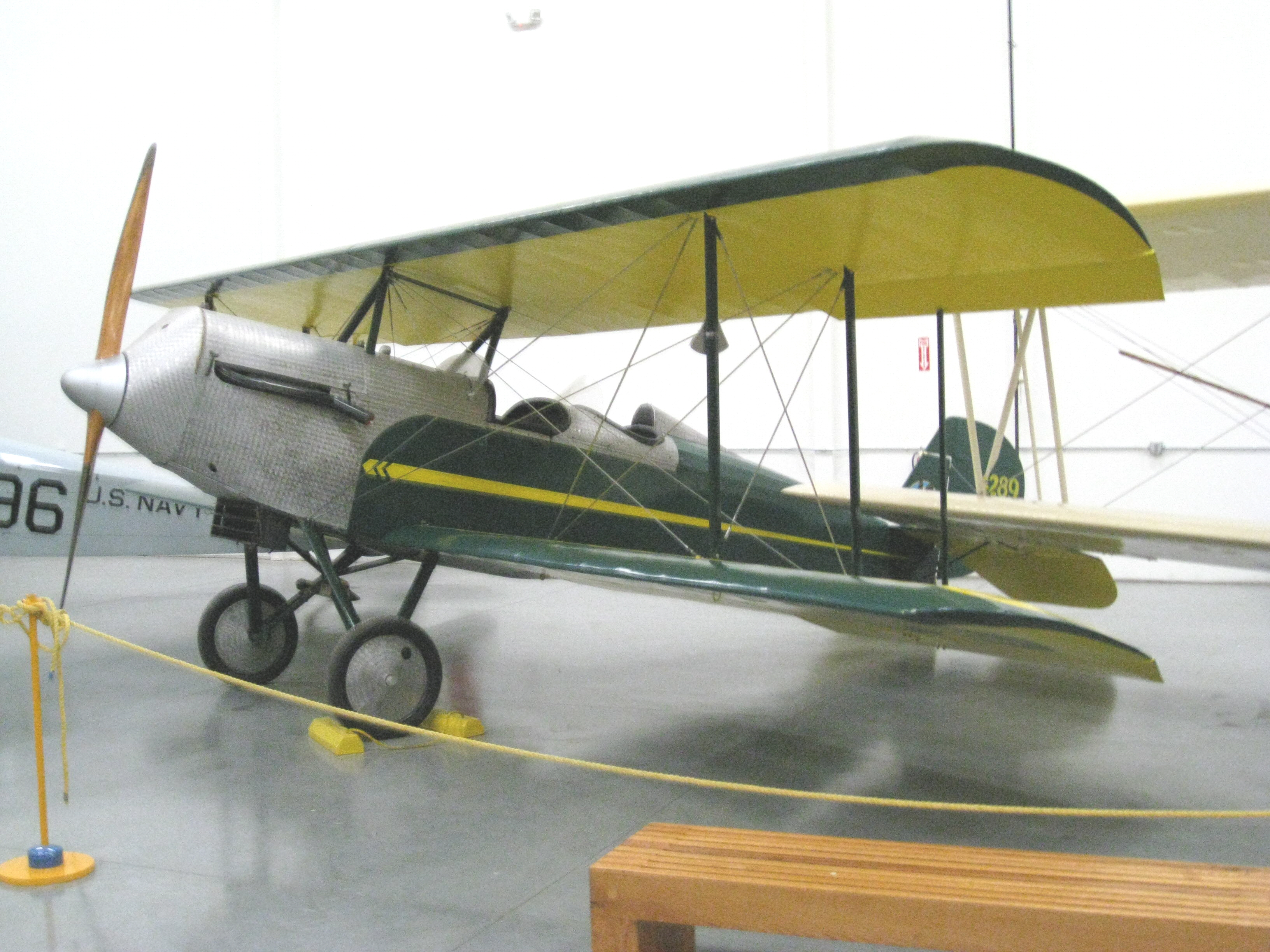
American Eagle A-101 en exhibición en el Yanks Air Museum en Chino, California, en enero de 2008.

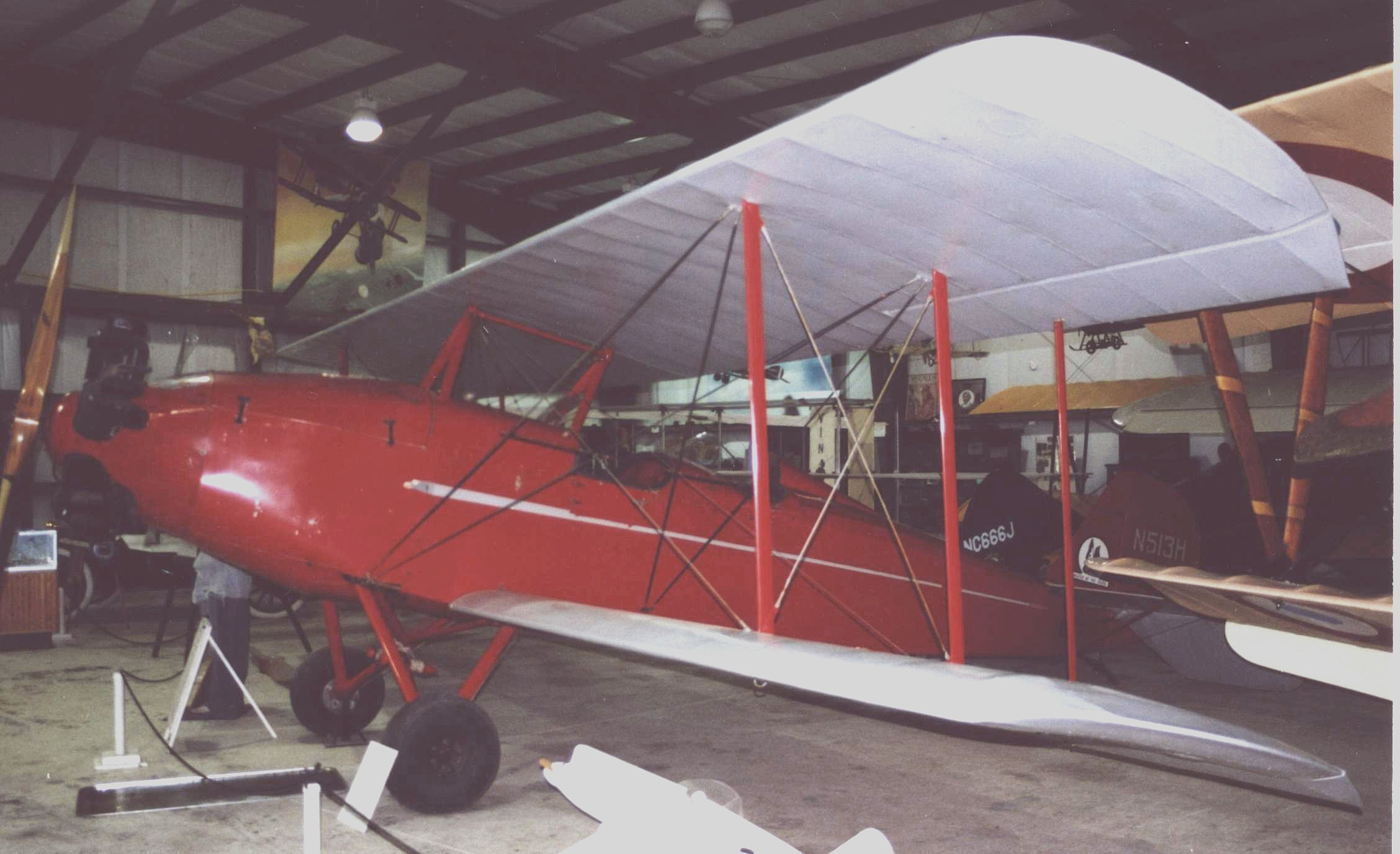
American Eagle A-129 con motor Kinner K-5 en el Old Rhinebeck Aerodrome, NY, en junio de 2005.

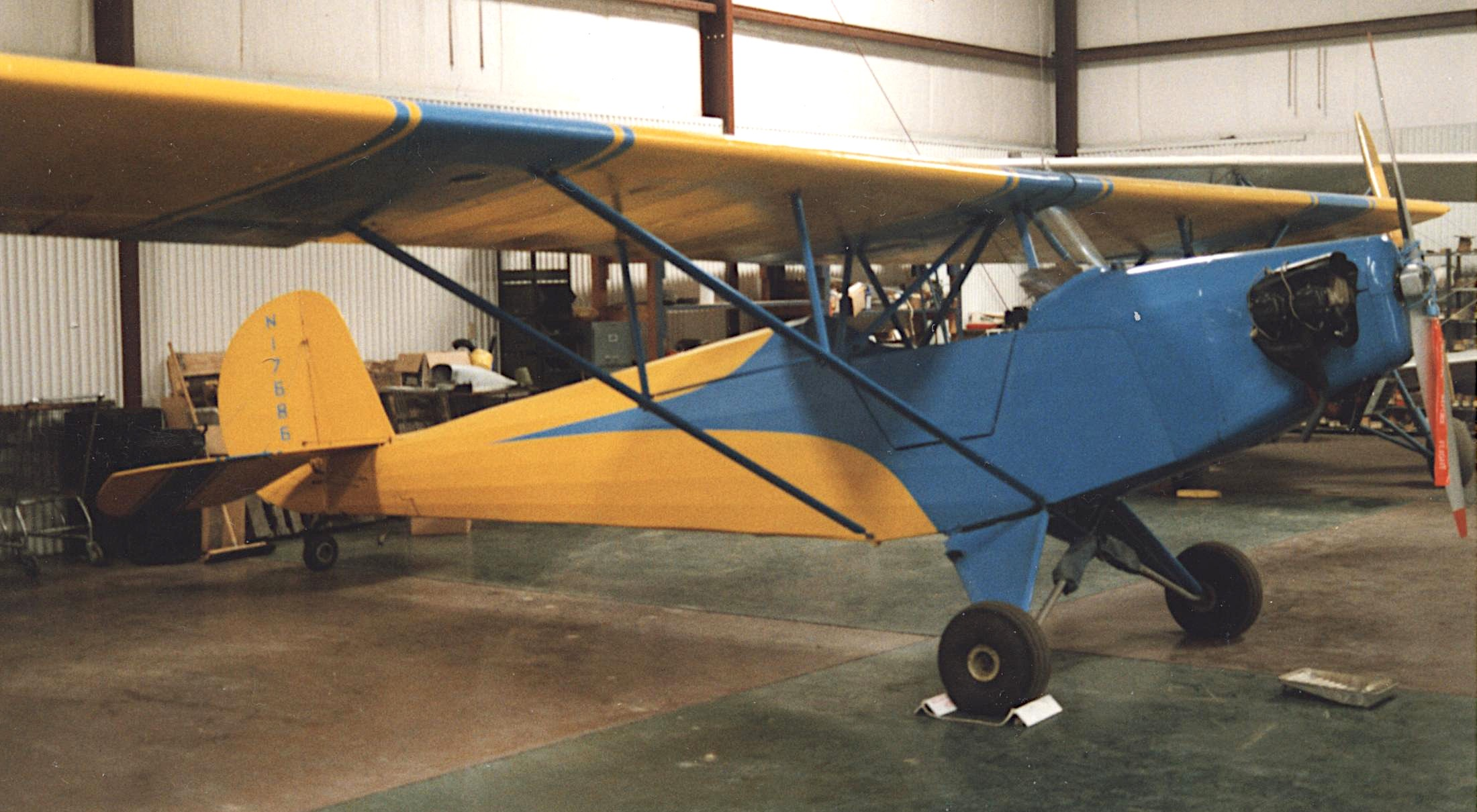
Eaglet B-31 de 1931, en el aeropuerto de Santa Fe, Nuevo México, en junio de 1995.

La American Eagle Aircraft Corporation fue una compañía estadounidense de fabricación y diseño de aviones, que existió en Kansas, pero que fue víctima de la Gran Depresión tras construir unos 500 aviones ligeros, mucho de los cuales eran el Model A-129, un diseño atribuido al notable pionero de la aviación, Giuseppe Mario Bellanca.

## Historia
La American Eagle Aircraft Corporation fue establecida en 1925 en Kansas City, Kansas, por Edward E. Porterfield. Se formó como Incorporation en Delaware en septiembre de 1928.
Portenfield dirigía una escuela de vuelo en el Fairfax Airport a las afueras de Kansas City. Había estado operando entrenadores biplanos Jenny y Lincoln Standard, y sintió la necesidad de contar con un avión de entrenamiento más apropiado y con mejores prestaciones. Consultó con varios ingenieros aeronáuticos del momento, incluido Bellanca, y pronto lanzó la producción de varios aviones ligeros, biplanos y de ala alta, monomotores y biplazas.
A finales de 1929, la caída del mercado de valores mundial hizo bajar severamente la venta de productos no esenciales como los aviones deportivos, aunque American Eagle continuó produciendo aviones hasta 1931. A principios de ese año, la compañía de Porterfield se declaró en bancarrota y cesó la producción. El 15 de mayo de 1931, los activos de la compañía fueron comprados por la Lincoln-Page Aircraft Company de Lincoln, Nebraska, y Porterfield asumió el título de representante de ventas de aviones de dicha compañía, que llegó a ser conocida como la American Eagle-Lincoln Aircraft Corporation, con la central de producción en Lincoln. 
Porterfield dejó la compañía en 1932, formando más tarde la Porterfield Aircraft Corporation, y murió de un ataque al corazón en 1948. Victor Roos, un cofundador de la Roos-Bellanca Aircraft Company en Omaha, Nebraska, había dejado un puesto de dirección en la Swallow Aircraft Company en 1928, y se aprovechó para ponerle al frente de la American Eagle-Lincoln Aircraft Corporation. La mayor parte del esfuerzo de la nueva compañía se centró en la producción del Eaglet, pero la intensidad de la Depresión pronto destruyó este esfuerzo.
Durante los seis años de su existencia, la compañía American Eagle (incluyendo su existencia fusionada con Lincoln-Page) produjo más de 700 aviones. En el momento de la Depresión, era la tercera mayor compañía de producción de aviones del mundo. Ostentó 8 Certificados de Tipo Aprobados.

## Productos
- Model A-1: Biplano triplaza de cabina abierta de configuración convencional. Diseñado por Waverly Stearman. Voló por primera vez en abril de 1926, recibió el Certificado de Tipo Aprobado #17 en noviembre de 1927, usando un motor V8 Curtiss OX-5. Fueron producidas varias versiones, equipadas con varios de los motores lineales disponibles.
- Model A-101: Versión mejorada del A-1, con alerones en el ala inferior y otras mejoras. Durante mayo de 1928, la producción del A-101 era de 12 aviones a la semana, y el precio unitario era de 2.815 dólares. Fueron construidos alrededor de 300 A-1 y A-101.
- Model A-129: Similar al A-1, pero con un motor Kinner de cinco cilindros. Como el Kinner era considerablemente más ligero que el OX-5, estaba montado en un morro más largo para mantener el equilibrio, originando que los A-1/A-101 fueran conocidos como "Eagle de morro corto", y los A-129, como "Eagle de morro largo". Sin embargo, el A-129 fue vendido con otros motores disponibles, incluyendo el OX-5.
- Model A-139.
- Model A-201.
- Model A-229.
- Model A-329.
- Model A-429.
- Eaglet Model 230: Avión monoplano de ala alta y monoplaza de cabina abierta, de configuración convencional. Equipado con varios pequeños motores del orden de los 25-45 hp. Un ejemplar bien conservado del Eaglet con motor radial Szekley de tres cilindros, está en el Arkansas Air Museum.
- Eaglet Model 231.
- Eaglet Model A-31.
- Eaglet Model B-31.
- Eaglet Model B-32.